# Большой Еланчик (озеро)
Большо́й Ела́нчик — пресноводное озеро в Миасском городском округе и Чебаркульском районе Челябинской области России. Гидрологический памятник природы. Озеро находится в 90 км к западу от Челябинска, в 10 км южнее Чебаркуля. Высота над уровнем моря составляет 363 м.

## Рекреационное значение
На северном берегу озера расположены санатории:
- Южно-Уральской железной дороги — «Алёнушка»,
- Челябинского трубопрокатного завода — «Еланчик»,
- на месте строившегося до 1990-х годов детского оздоровительного лагеря Завода Колющенко в 2008 году возведен небольшой частный посёлок с двумя многоквартирными домами «Заповедный берег».

К ним имеется удобный оборудованный въезд с трассы M5 — примерно на середине пути между городами Чебаркуль и Миасс.
На восточном и южном берегах озера находятся базы отдыха:
- База отдыха «Зелёный огонёк»
- База отдыха «Челябвтормет»
- База отдыха «НТМ-Молодёжная»
- База отдыха «Еланчик» и загородные поселки:
- Закрытый посёлок «Еланчик»
- Загородный комплекс «Родники»
- Кемпинг лагерь "Сосновая горка" (54.8871747 60.1896588)

Въезд к ним со стороны села Сарафаново (находится на восточном берегу озера).

## Особенности озера
Озеро имеет подковообразную в плане форму, дно озера неровное, ил начинается на двух-трёхметровой глубине. Озеро имеет два плёса — северный и южный. Берега во многих местах обрывистые. С запада, у впадения речки Грязнухи берег низкий, заболоченный. На юго-востоке из озера вытекает речка Кунгуруша, которая впадает в озеро Чебаркуль. В заливах — заросли тростников.
На озере есть небольшие острова — остров Кораблик, названный так за характерную форму, и остров Любви. Также с западного берега есть один крупный полуостров — Копешки, иначе называемый мыс Копешка, делящий озеро почти пополам, за счет которого оно имеет подковообразную форму. Полуостров, сложенный из прочных каменистых пород, в отличие от заболоченных плёсов, имеет более возвышенный и обрывистый берег.
Озеро является крайним в цепи озёр Чебаркуль, Еловое, Большой и Малый Кисегач, Большое и Малое Миассово.

Все эти озера были связаны протоками. Еланчик стоит выше озера Миассово на 72 метра. То есть сток с юга на север. В конце концов вода уходила и все ещё уходит в реку Миасс. Эту голубую цепь озёр с запада ограждают горы: Ильменский хребет на севере, к югу от него Чашковские горы, гора Круглая, гора Собака-Камень, гора Лиственная и другие. А за горами, к западу от них, течет рёка Миасс.
— Н. И. Шувалов: «От Парижа до Берлина по карте Челябинской области: Топонимический словарь»
На восточном берегу озера есть так называемые Карандашные ямы, из которых в первой половине XIX века добывали графит и из него в Златоусте выпускали карандаши. Мощные запасы уральского графита были найдены как раз на берегу и дне озера Большой Еланчик. Их разработка начата по распоряжению Павла Петровича Аносова для изготовления плавильных тиглей для булатной стали. Выпуск карандашей начат в октябре 1842 года. Эти карандаши с успехом продавались предприятиям Урала и даже Санкт-Петербургской рисовальной школе.

## Флора и фауна озера

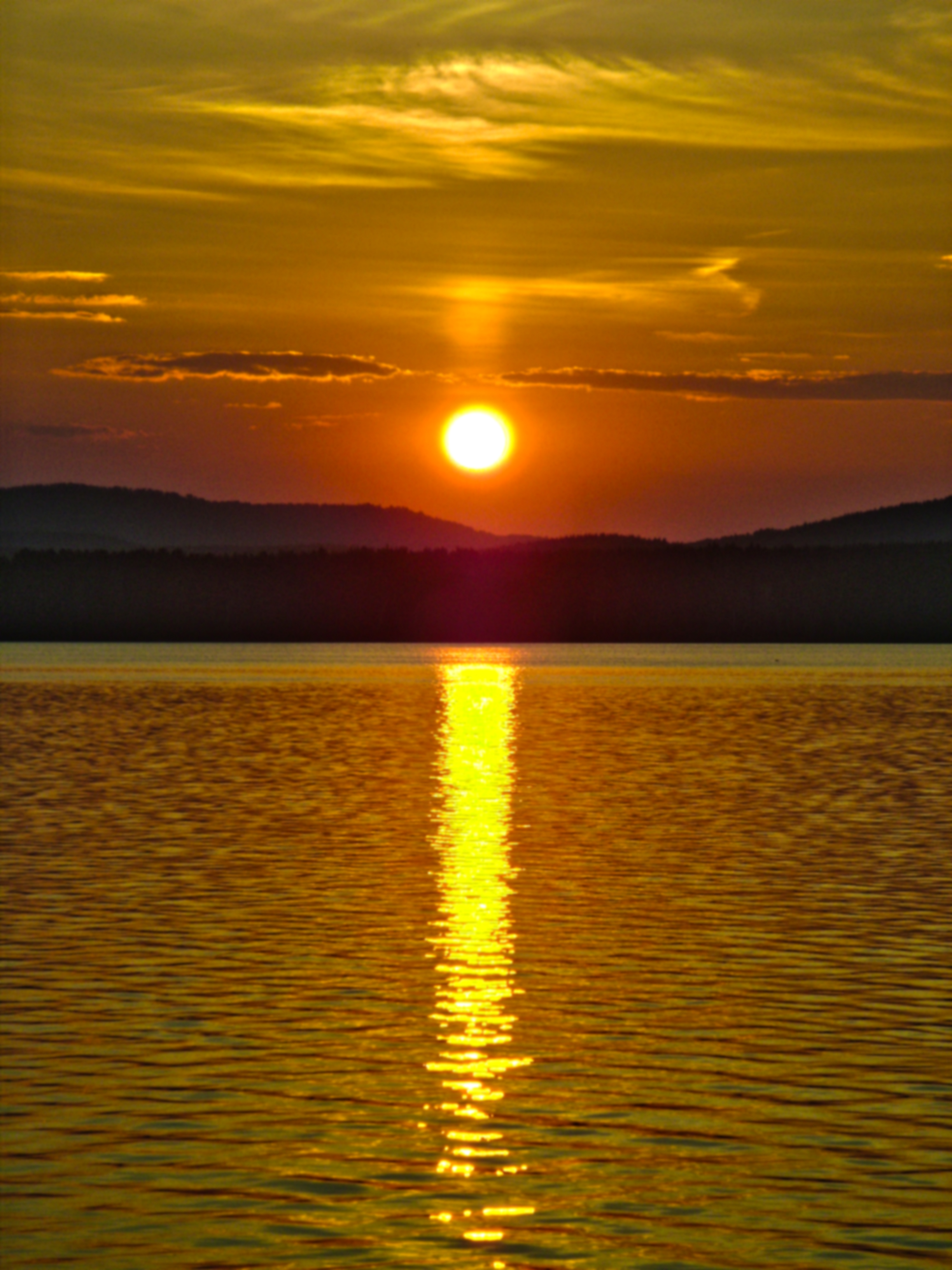
2008

Обитают рыбы: плотва, лещ, окунь, щука, карась, линь, ерш, В озере водятся раки.